# Писфул Вилиџ (Мисури)
Писфул Вилиџ (енгл. Peaceful Village) град је у америчкој савезној држави Мисури.

## Демографија
По попису из 2010. године број становника је 9.
| Група             | 2000.    | 2010.      |
| Белци             | 0 (0,0%) | 9 (100,0%) |
| Афроамериканци    | 0 (0,0%) | 0 (0,0%)   |
| Азијати           | 0 (0,0%) | 0 (0,0%)   |
| Хиспаноамериканци | 0 (0,0%) | 0 (0,0%)   |
| Укупно            | 0        | 9          |